# Глух, Оскар
О́скар Глух (также встречается вариант Глох, ивр. אוסקר גלוך‎; род. 1 апреля 2004, Реховот, Израиль) — израильский футболист, полузащитник амстердамского «Аякса» и национальной сборной Израиля.

## Ранние годы
Родился в городе Реховот в семье репатрианта из России Максима Глуха.

## Клубная карьера

#### «Маккаби (Тель-Авив)»
Воспитанник футбольной академии клуба «Маккаби (Тель-Авив)».

##### Сезон 2021/22
3 марта 2022 года дебютировал в основном составе в матче Кубка Израиля против «Маккаби Кабилио Яффа». 11 апреля 2022 года дебютировал в Премьер-лиге Израиля в матче против клуба «Маккаби (Хайфа)», отметившись в этой игре забитым мячом.

#### «Ред Булл Зальцбург»
27 января 2023 года подписал контракт с австрийским клубом «Ред Булл Зальцбург» до 30 июня 2027 года, сумма трансфера — примерно 7 миллионов евро.

##### Сезон 2022/23
11 февраля 2023 года дебютировал за клуб в матче 17-го тура австрийской Бундеслиги против «Аустрия Лустенау», выйдя на замену на 73 минуте. 2 апреля 2023 года забил первый гол за клуб в матче 23-го тура против «Аустрия Клагенфурт». По итогам сезона стал чемпионом австрийской Бундеслиги.

##### Сезон 2023/24
20 сентября 2023 года дебютировал в Лиге чемпионов в групповом матче против португальской «Бенфики», отметившись забитым мячом. Забив этот гол, он стал самым молодым израильским футболистом, когда-либо забивавшим в Лиге чемпионов.

##### Сезон 2024/25
10 августа 2024 года в матче 2-го тура против «Блау-Вайсс» оформил первый в карьере хет-трик. 19 июня 2025 года дебютировал на Клубном чемпионате мира, отличившись забитым мячом в ворота мексиканского клуба «Пачука».

#### «Аякс»
1 августа 2025 года перешёл в нидерландский «Аякс», подписав пятилетний контракт до середины 2030 года. Сумма трансфера составила 14,75 млн евро. В команде он получил 10 номер. 10 августа дебютировал в Эредивизи в домашнем матче против «Телстара» (2:0), выйдя на замену вместо Бертрана Траоре на 63-й минуте.

## Карьера в сборной

### Юношеские сборные
3 сентября 2021 года дебютировал в составе сборной Израиля до 19 лет в матче против сверстников из Албании.
12 декабря 2021 года дебютировал в составе сборной Израиля до 18 лет в матче против сборной ОАЭ, отметившись забитым мячом.
2 июня 2022 года дебютировал в составе сборной Израиля до 21 года в матче против сборной Латвии.
19 июня 2022 года в групповом матче Чемпионата Европы среди юношей до 19 лет против сборной Сербии отличился забитым мячом. На этом чемпионате сборная Израиля дошла до финала, в котором проиграла сборной Англии до 19 лет со счётом 1:3, заняв второе место. Глух забил единственный гол команды в этом матче (который затем был признан лучшим голом турнира), а также вошёл в символическую сборную турнира.
22 июня 2023 года дебютировал в Чемпионате Европы среди юношей до 21 года в матче против сверстников из Германии. 5 июля 2023 года принял участие в полуфинальном матче против сборной Англии до 21 года, в котором его команда уступила со счётом 0:3.

### Главная сборная
17 ноября 2022 года дебютировал за главную сборную Израиля в товарищеском матче против сборной Замбии. 20 ноября 2022 года забил первый гол за главную сборную в товарищеском матче против сборной Кипра.

#### Чемпионат мира по футболу
22 марта 2025 года дебютировал на отборочном турнире к Чемпионату мира по футболу 2026 года, сыграв в матче против сборной Эстонии.

#### Чемпионат Европы по футболу
25 марта 2023 года дебютировал на отборочном турнире к Чемпионату Европы по футболу 2024 года, сыграв в матче против сборной Косово. По итогам отборочного этапа сборная Израиля не смогла квалифицироваться на основной турнир, уступив в стыковом матче сборной Исландии со счётом 1:4.

#### Лига наций УЕФА
6 сентября 2024 года дебютировал в Лиге наций УЕФА в матче Лиги А, группы 2 против сборной Бельгии. По итогам группового этапа сборная Израиля заняла 4-е место в группе и вылетела в Лигу Б.

#### Летние олимпийские игры
24 июля 2024 года дебютировал за олимпийскую сборную Израиля в рамках футбольного турнира на летних Олимпийских играх 2024 года, сыграв в матче против сборной Мали. 27 июля 2024 года забил мяч в матче против сборной Парагвая. По результатам трёх матчей сборная Израиля заняла последнее место в группе, набрав всего 1 очко.

## Статистика выступлений

### Клубная статистика
| Выступление         | Выступление      | Выступление      | Чемпионат | Чемпионат | Нац. кубок | Нац. кубок | Еврокубки | Еврокубки | Итого | Итого |
| Клуб                | Лига             | Сезон            | Игры      | Голы      | Игры       | Голы       | Игры      | Голы      | Игры  | Голы  |
| ------------------- | ---------------- | ---------------- | --------- | --------- | ---------- | ---------- | --------- | --------- | ----- | ----- |
| Маккаби (Тель-Авив) | Премьер-лига     | 2021/2022        | 8         | 3         | 2          | 0          | —         | —         | 10    | 3     |
| Маккаби (Тель-Авив) | Премьер-лига     | 2022/2023        | 17        | 4         | 2          | 2          | 4         | 0         | 23    | 6     |
| Маккаби (Тель-Авив) | Итого            | Итого            | 25        | 7         | 4          | 2          | 4         | 0         | 33    | 9     |
| Ред Булл Зальцбург  | Бундеслига       | 2022/2023        | 15        | 2         | —          | —          | 2         | 0         | 17    | 2     |
| Ред Булл Зальцбург  | Бундеслига       | 2023/2024        | 29        | 7         | 5          | 0          | 6         | 2         | 40    | 9     |
| Ред Булл Зальцбург  | Бундеслига       | 2024/2025        | 26        | 10        | 2          | 1          | 12        | 0         | 40    | 11    |
| Ред Булл Зальцбург  | Итого            | Итого            | 70        | 19        | 7          | 1          | 20        | 2         | 97    | 22    |
| Всего за карьеру    | Всего за карьеру | Всего за карьеру | 95        | 26        | 11         | 3          | 24        | 2         | 130   | 31    |

### Статистика в сборной
| Сборная | Год   | Игры | Голы |
| ------- | ----- | ---- | ---- |
| Израиль | 2022  | 2    | 1    |
| Израиль | 2023  | 9    | 2    |
| Израиль | 2024  | 7    | 0    |
| Израиль | 2025  | 3    | 0    |
| Итого   | Итого | 21   | 3    |

### Список матчей за сборную
| Матчи и голы Оскара Глуха за сборную Израиля | Матчи и голы Оскара Глуха за сборную Израиля | Матчи и голы Оскара Глуха за сборную Израиля | Матчи и голы Оскара Глуха за сборную Израиля | Матчи и голы Оскара Глуха за сборную Израиля | Матчи и голы Оскара Глуха за сборную Израиля |
| №                                            | Дата                                         | Соперник                                     | Счёт                                         | Голы                                         | Соревнование                                 |
| -------------------------------------------- | -------------------------------------------- | -------------------------------------------- | -------------------------------------------- | -------------------------------------------- | -------------------------------------------- |
| 1                                            | 17 ноября 2022                               | Замбия                                       | 4:2                                          | —                                            | Товарищеский матч                            |
| 2                                            | 20 ноября 2022                               | Кипр                                         | 2:3                                          | 1                                            | Товарищеский матч                            |
| 3                                            | 25 марта 2023                                | Косово                                       | 1:1                                          | —                                            | Отборочные матчи ЧЕ-2024                     |
| 4                                            | 28 марта 2023                                | Швейцария                                    | 0:3                                          | —                                            | Отборочные матчи ЧЕ-2024                     |
| 5                                            | 16 июня 2023                                 | Беларусь                                     | 2:1                                          | 1                                            | Отборочные матчи ЧЕ-2024                     |
| 6                                            | 19 июня 2023                                 | Андорра                                      | 2:1                                          | —                                            | Отборочные матчи ЧЕ-2024                     |
| 7                                            | 9 сентября 2023                              | Румыния                                      | 1:1                                          | 1                                            | Отборочные матчи ЧЕ-2024                     |
| 8                                            | 12 сентября 2023                             | Беларусь                                     | 1:0                                          | —                                            | Отборочные матчи ЧЕ-2024                     |
| 9                                            | 12 ноября 2023                               | Косово                                       | 0:1                                          | —                                            | Отборочные матчи ЧЕ-2024                     |
| 10                                           | 15 ноября 2023                               | Швейцария                                    | 1:1                                          | —                                            | Отборочные матчи ЧЕ-2024                     |
| 11                                           | 18 ноября 2023                               | Румыния                                      | 1:2                                          | —                                            | Отборочные матчи ЧЕ-2024                     |
| 12                                           | 21 марта 2024                                | Исландия                                     | 1:4                                          | —                                            | Отборочные матчи ЧЕ-2024                     |
| 13                                           | 6 сентября 2024                              | Бельгия                                      | 1:3                                          | —                                            | Лига наций УЕФА 2024/25                      |
| 14                                           | 9 сентября 2024                              | Италия                                       | 1:2                                          | —                                            | Лига наций УЕФА 2024/25                      |
| 15                                           | 10 октября 2024                              | Франция                                      | 1:4                                          | —                                            | Лига наций УЕФА 2024/25                      |
| 16                                           | 14 октября 2024                              | Италия                                       | 1:4                                          | —                                            | Лига наций УЕФА 2024/25                      |
| 17                                           | 14 ноября 2024                               | Франция                                      | 0:0                                          | —                                            | Лига наций УЕФА 2024/25                      |
| 18                                           | 17 ноября 2024                               | Бельгия                                      | 1:0                                          | —                                            | Лига наций УЕФА 2024/25                      |
| 19                                           | 22 марта 2025                                | Эстония                                      | 2:1                                          | —                                            | Отборочные матчи ЧМ-2026                     |
| 20                                           | 25 марта 2025                                | Норвегия                                     | 2:4                                          | —                                            | Отборочные матчи ЧМ-2026                     |
| 21                                           | 6 июня 2025                                  | Эстония                                      | 3:1                                          | —                                            | Отборочные матчи ЧМ-2026                     |

Итого: 21 матч / 3 гола; 7 побед, 4 ничьих, 10 поражений.

## Достижения

### Командные
«Ред Булл Зальцбург» 
- Чемпион Австрии: 2022/23

### Личные
- Вошёл в символическую сборную чемпионата Европы среди юношей (до 19 лет): 2022[20]
- Лучший гол турнира чемпионата Европы среди юношей (до 19 лет): 2022[19]
- Самый молодой израильский футболист, забивший в Лиге чемпионов: 19 лет 172 дня[10][11]